# Apollinaire Bouchardat
Apollinaire Bouchardat, né le 23 juillet 1806 à L'Isle-sur-Serein, mort le 7 avril 1886 dans le 4e arrondissement de Paris, est un médecin, pharmacien et hygiéniste français.

## Biographie
Fils d'un soldat de Napoléon Ier, Apollinaire Bouchardat a été placé dès l'âge de 8 ans chez son oncle, pharmacien à Avallon. À l'âge de 19 ans, il se rend à Paris et commence à étudier à l'École de Pharmacie de Paris et au Muséum d'Histoire Naturelle. Pour financer ses études, il enseigne et se servira plus tard de cette expérience pour écrire un manuel de préparation au baccalauréat. En 1827, il est reçu premier au concours de l'Internat en pharmacie, et devient médecin cinq ans plus tard. Il est ensuite chef-pharmacien à l'Hôtel-Dieu de Paris, où il demeure 23 ans et effectue l'essentiel de sa carrière. Au milieu des années 1850, il devient professeur d'hygiène à la Faculté de Médecine.
Il est membre de l'Académie Impériale de médecine qu'il préside en 1866. Son fils Gustave Bouchardat préside l'Académie nationale de médecine en 1917. 
Apollinaire Bouchardat meurt le 7 avril 1886 et a été enterré au cimetière du Père-Lachaise (63e division) à Paris le 10 avril.

## Distinctions
- Officier de la Légion d'honneur

## Travaux médicaux
On considère généralement Apollinaire Bouchardat comme le fondateur de la diabétologie, et il a été une figure majeure de la promotion des thérapies diététiques pour le traitement des diabètes avant l'arrivée des thérapies par insuline. Il a découvert que la diète était une méthode pour réduire la glycosurie, et a émis l'hypothèse que la principale cause du diabète était localisée dans le pancréas. Dans le traitement de cette maladie, il a accordé une grande importance à l'exercice, et développé une méthode pour tester soi-même son urine et déterminer la présence du glucose.
Parmi ses écrits, le Nouveau Formulaire Magistral a eu un grand succès et a été publié en de multiples éditions. Ce formulaire contenait des informations de santé et des formules pharmaceutiques incluant des cures naturelles et des remèdes pour tous types de maux.
Il préside à Paris le 29 juin 1877 La Société de médecine publique et d'hygiène professionnelle qui tient sa première séance régulière dans l’une des salles de l’Hôtel des Sociétés savantes, rue Danton. Reconnue d'utilité publique le 8 mars 1900, cette société adoptera plusieurs appellations successives. Aujourd'hui elle est devenue la Société Française de Santé Publique.

## Publications
Liste non exhaustive
- Memoire sur le diabète. Off-Print Revue Médicale, Juin 1839.  pp.25
- Annuaire de Thérapeutique, de matière médicale de pharmacie et de Toxicologie (parutions annuelles)
- Nouveau formulaire magistral, Paris, 1853 (multiples rééditions)
- Éléments de matière médicale et de pharmacie, Paris, 1839
- De la glycosurie ou Diabète sucré son traitement hygiénique, Paris, 1875
- Traité d’hygiène publique et privée, basée sur l’étiologie, Paris, 1881
- Instruction sur l'essai et l'analyse du lait, (co-auteur Théodore-Auguste Quevenne)., 1879, 3e édition,  G. Baillière,

## Sources
- Dr. Michel Rathery, « Apollinaire Bouchardat (1806-1886) » dans Médecine de France, n° XXXVI, 1957 Lire en ligne
- Viktor Jörgens, Notice biographique sur www.diabetologia-journal.org, 2005